# Emily Kemp
Emily Kemp, född 18 januari 1992, är en kanadensisk orienterare. Hon tävlar primärt internationellt för den finska klubben Angelniemen Ankkuri. Hon bor i Åbo, Finland. Tidigare klubbar inkluderar Ottawa Orienteering Club (Kanada), NO St-Étienne (Frankrike) och OK Linné (Sverige).